# Pruniers

Pruniers este o comună în departamentul Indre, Franța. În 1 ianuarie 2022 avea o populație de 497 de locuitori.